# 1000 svéd korona (bankjegy, Sittande Svea típus)

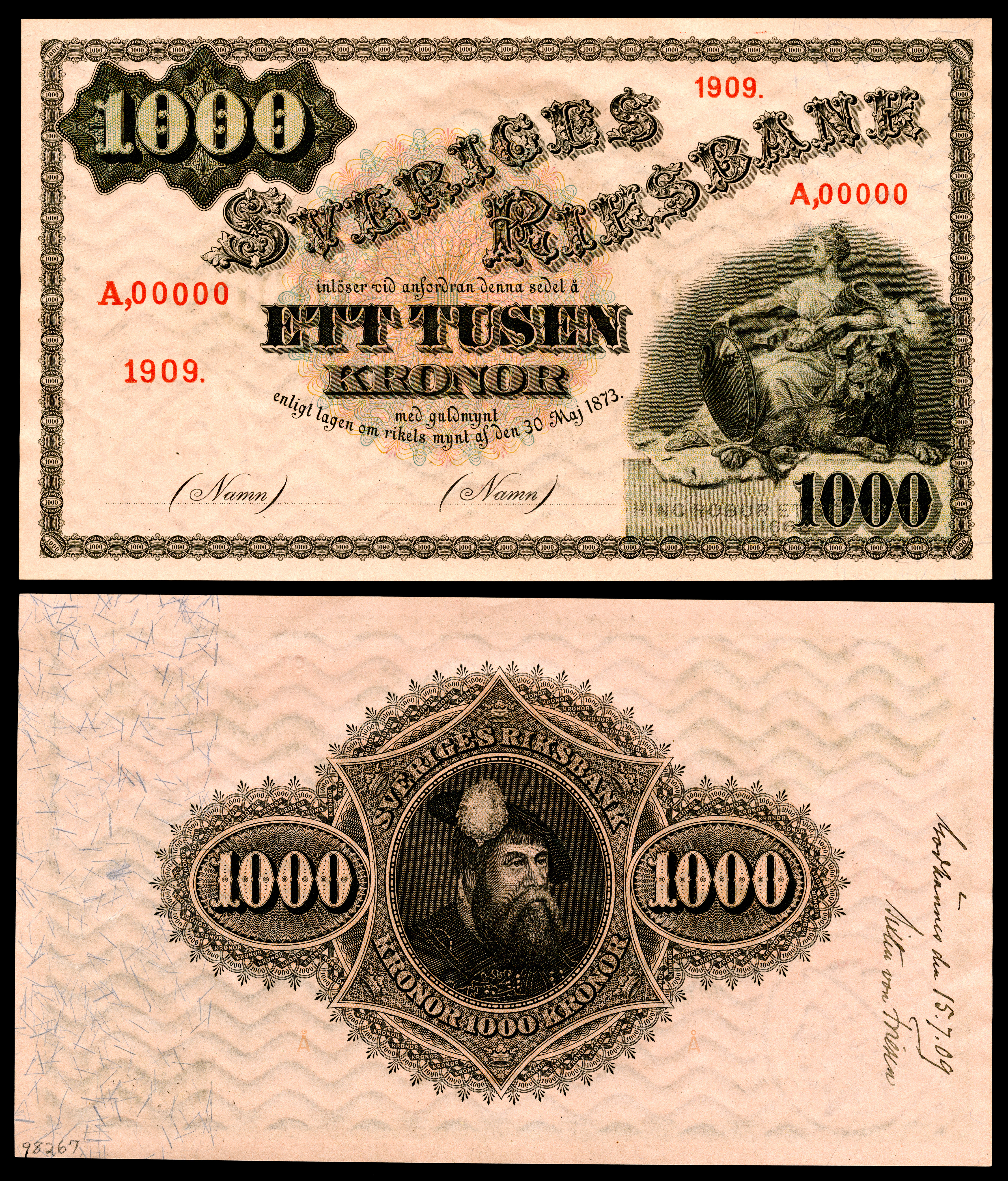
Sittande Svea típusú svéd 1000 koronás bankjegy 1909-es mintapéldánya. Valós mérete 210 x 121 mm.

A Sveriges Riksbank klasszikus kivitelű, 1890-es sorozatú, Sittande Svea (ülő Svea) 1000 svéd koronás bankjegyét rendkívül hosszú ideig, 1894 és 1950 között bocsátotta ki, forgalomban 1987. december 31 -ig volt.

## Leírása

### Előoldal
A díszes, finoman kidolgozott, dekoratív keretben a bal felső sarokban nagy méretű guilloche, közepén 1000 értékjelzés látható. A jobb oldalt alul bal karjával bőségszarut tartó Moder Svea (Svea anya), Svédország női megszemélyesítője és hazafias szimbóluma trónol, attribútumaival a háromkoronás pajzzsal és oroszlánnal. A bőségszaruból aranyérmék hullanak. Svea alakja a skandináv-germán mitológiában szereplő valkűrökre vezethető vissza. A valkűrök diszek (dísir), azaz kisebb jelentőségű istenségek, Odin (vagy Oden, németül Wotan), a legidősebb, legnagyobb és a legbölcsebb isten szolgálói. Feladatuk, hogy kiválasszák a harcban elesettek közül a leghősiesebbeket, és a Valhallába vigyék őket. Svea alakját mai formájában valószínűleg Anders Leijonstedt (1649-1725) kreálta, 1672 -es Svea Lycksaligheets Triumph című költeményében. Mint hazafias szimbólum Gunno Eurelius (1661–1709) Kunga Skald (1697) című versével szerzett nagy népszerűséget. A bankjegyen látható ábrázolása  Max Mirowsky (1858-1939) munkája.

### Hátoldal
A hátoldalon középen kör alakú ablakban Gustav Vasa (1523-1560) svéd király látható, jobbról és balról egy-egy értékjelzéses guilloche -tól keretezve. I. Gusztáv az egyik legnagyobb svéd uralkodó, felszabadította Svédországot a dán uralom alól, bevezette a reformációt, központosított monarchiát hozott létre, ezzel megalapozva hazája jövendő nagyhatalmi állását.

### Biztonsági elemek
Metszetmélynyomtatás (intaglio technika), polychrom (többszínű) nyomtatás és vízjel, a hátoldalon balra piros, vagy kék jelzőrostok.
A bankjegy gazdagon vízjelezett papírjában vízszintes, párhuzamos hullámvonalak futnak, a bal saroknál Hermész görög istenség feje látható cartouche-ban.

### Méret
Mérete 210 X 121 mm.

### Változatai
A típusnak három fő változata létezik. Az első, 1909 előtt nyomtatott példányok kékesfehér színű papírra készültek, az előoldalon piros sorozatszámokkal, a bal alsó sarokban fekete 1000 értékjelzéssel, a hátoldalon piros jelzőrostokkal. A második változat 1909-től kezdődően ellenben sárgás papírra lett nyomtatva, a hátoldalon kék jelzőrostokkal. A harmadik variáció esetében 1918-tól az előoldalra fekete sorozatszámok kerültek, a bal alsó sarokban az 1000 értékjelzés piros színűre változott. A típusnak számos évszám, ezeken belül esetenként több aláírás változata létezik.

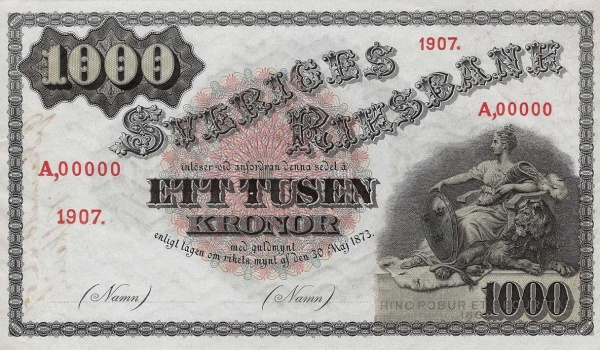
A Sittande Svea típus első változatába tartozó svéd 1000 koronás bankjegy 1907-es mintapéldányának előoldala.
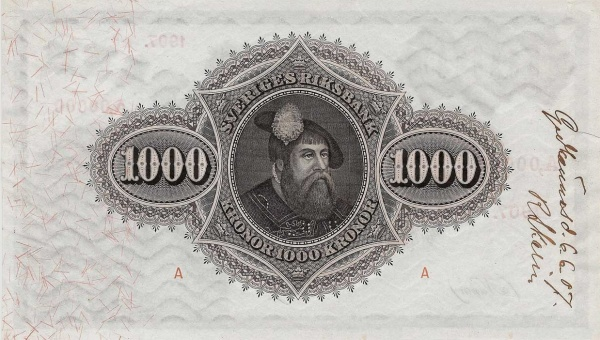
A Sittande Svea típus első változatába tartozó svéd 1000 koronás bankjegy 1907-es mintapéldányának hátoldala.
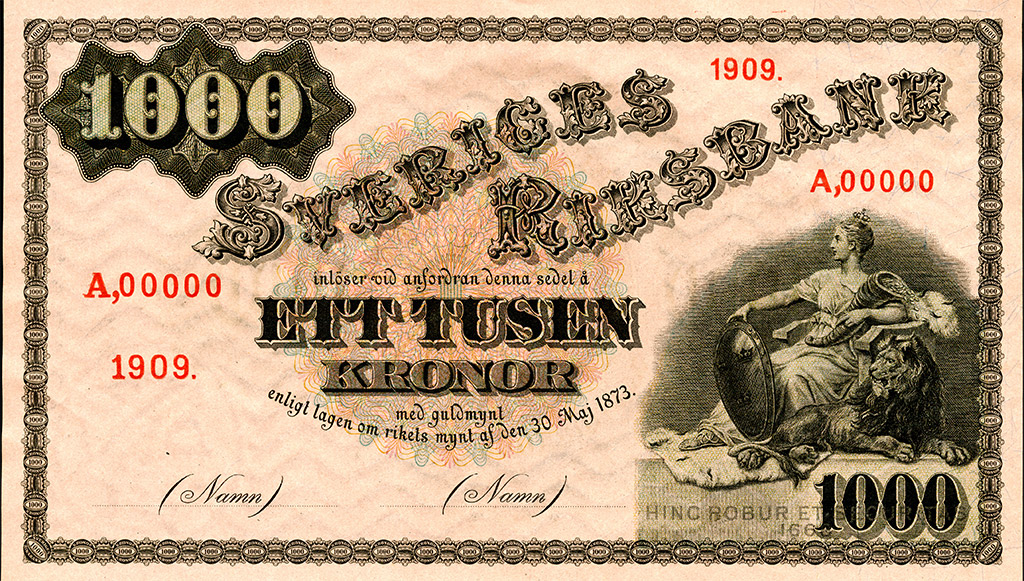
A Sittande Svea típus második változatába tartozó svéd 1000 koronás bankjegy 1909-es mintapéldányának hátoldala.
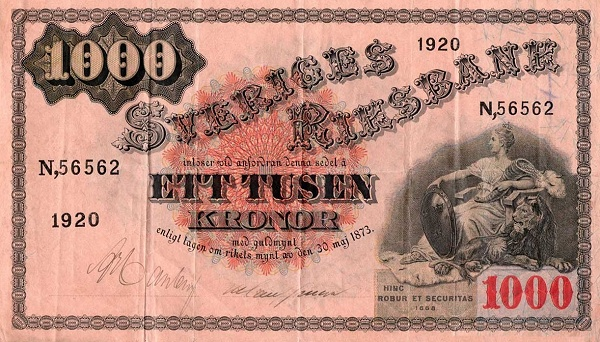
A Sittande Svea típus harmadik változatába tartozó svéd 1924-es 1000 koronás bankjegy előoldala.
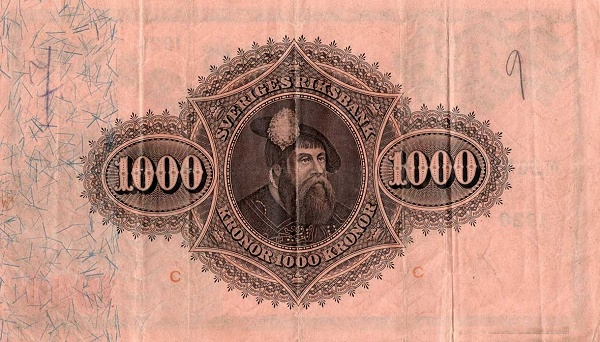
A Sittande Svea típus harmadik változatába tartozó svéd 1924-es 1000 koronás bankjegy hátoldala.